# Plavsko
Plavsko (en allemand : Altplatz) est une commune du district de Jindřichův Hradec, dans la région de Bohême-du-Sud, en République tchèque. Sa population s'élevait à 452 habitants en 2020.

## Géographie
Plavsko se trouve à 10 km au sud-ouest de Jindřichův Hradec, à 34 km au nord-est de České Budějovice et à 116 km au sud-sud-est de Prague.
La commune est limitée par Hatín et Polště au nord, par Vydří à l'est, par Stráž nad Nežárkou au sud-est, au sud et au sud-ouest.

## Histoire
La première mention écrite du village date de 1379.

## Source
- (cs) Cet article est partiellement ou en totalité issu de l’article de Wikipédia en tchèque intitulé « Plavsko » (voir la liste des auteurs).